# Máy thở
Máy thở cũng gọi là máy trợ thở hay máy hô hấp là một bộ máy cơ khí cung cấp hơi thở cho bệnh nhân bằng cách đưa không khí ra vào hai buồng phổi, hỗ trợ cho người có hơi thở quá yếu hoặc không có khả năng thở được. Máy hô hấp ngày nay thường là loại vi điều khiển máy tính hoá, nhưng bệnh nhân cũng có thể được thở máy bằng một mặt nạ túi van đơn giản, vận hành bằng tay. Máy thở được sử dụng chủ yếu trong chăm sóc đặc biệt, chăm sóc tại nhà và cấp cứu (như đơn vị độc lập) và trong gây mê (như thành phần của một máy gây mê).

## Phân biệt máy thở với máy trợ thở
Máy trợ thở là máy hỗ trợ hô hấp đơn giản cho những bệnh nhân có vấn đề về đường thở. Máy này thường được sử dụng trong các trường hợp bệnh nhân bị béo phì, hội chứng ngưng thở khi ngủ. Cấu tạo và cách vận hành của máy trợ thở cũng khá đơn giản, có thể tự sử dụng tại nhà cho những bệnh lý mãn tính thông thường. Máy trợ thở lọc không khí vào và ra, lọc hết tác nhân gây bệnh, trong đó có virus. Tuy nhiên, máy trợ thở kết nối với bệnh nhân bằng mặt nạ úp lên mũi, nó không đảm bảo đủ kín, virus có thể bị bơm vào môi trường xung quanh, làm cho những người khác bị nhiễm.
Còn máy thở là máy hỗ trợ hô hấp được dùng trong bệnh viện, có cấu tạo phức tạp, nhiều tính năng để có thể hỗ trợ cho các bệnh nhân mất khả năng hô hấp do nhiều nguyên nhân khác nhau, trong đó có nguyên nhân tổn thương phổi nặng. Sử dụng máy thở chuyên dụng cần có các thiết bị bổ trợ như oxy, khí nén. Máy thở đẩy không khí vào phổi, sau đó người bệnh thở ra, không khí luôn nằm trong một ống kín, luồng khí vào và khí ra luôn được lọc các tác nhân gây bệnh trong đó có virus.

## Nhà sản xuất lớn
| Nhà chế tạo         | Quốc gia        | Thị phần (2019) |
| ------------------- | --------------- | --------------- |
| Getinge             | Thụy Điển       | 22%             |
| Hamilton Medical    | Hoa Kỳ, Thụy Sĩ | 22%             |
| Dräger              | Đức             | 16%             |
| Mindray             | Trung Quốc      | 10%             |
| Medtronic           | Ireland, Hoa Kỳ | 5%              |
| Löwenstein Medical  | Đức             | 3%              |
| Vyaire Medical      | Hoa Kỳ          | 3%              |
| GE Healthcare       | Hoa Kỳ          | 3%              |
| Philips Respironics | Hà Lan          | 3%              |
| Khác                |                 | 15%             |

| Nhà chế tạo               | Quốc gia        | Thị phần (thứ tự xếp hạng năm 2019) |
| ------------------------- | --------------- | ----------------------------------- |
| Dräger                    | Đức             | Thứ 24                              |
| Weinmann Medical          | Đức             | Thứ 21                              |
| Hamilton Medical          | Hoa Kỳ, Thụy Sĩ | Thứ 18                              |
| Vyaire Medical            | Hoa Kỳ          | Thứ 5                               |
| Customs                   | Nhật Bản        | Thứ 4                               |
| O Two                     | Canada          | Thứ 4                               |
| Smiths Medical            | Hoa Kỳ          | Thứ 4                               |
| Medtronic                 | Ireland, Hoa Kỳ | Thứ 4                               |
| Air Liquide Healthcare    | Pháp            | Thứ 3                               |
| (và 13 nhà cung cấp khác) |                 |                                     |